# Konrad Seitz
Konrad Seitz (* 18. Januar 1934 in München; † 11. August 2023 in Wachtberg-Pech) war ein deutscher Diplomat und Autor.

## Ausbildung und Beruf
Konrad Seitz studierte nach seinem Abitur am Benediktinergymnasium Ettal an der Ludwig-Maximilians-Universität München Klassische Philologie, Germanistik, Geschichte und Philosophie. 1956 Lehramtsprüfung in München und 1958 Promotion zum Dr. phil. an der Philipps-Universität Marburg mit einer Arbeit über die Stilentwicklung in den Annalen des Tacitus. 1956–1965 Assistenzprofessor an den Universitäten Marburg und München. 1965 Eintritt in das Auswärtige Amt und – während der Ausbildungszeit als Attaché (1965–1968) – Studium in 1966/67 an der Fletcher School of Law and Diplomacy (Tufts–Harvard) in Medford (Massachusetts) und Erwerb des MA.

### Auswärtiges Amt
- 1968–1972: Botschaft Delhi
- 1972–1975: Ständige Vertretung bei den Vereinten Nationen
- 1975–1987: Redenschreiber von Bundesaußenminister Genscher und, seit 1980, Leiter des Politischen Planungsstabs des Auswärtigen Amtes in Bonn
- 1987–1990: Deutscher Botschafter in Indien
- 1990–1992: Erneut Planungschef des Auswärtigen Amtes in Bonn
- 1992–1995: Deutscher Botschafter in Italien
- 1995–1999: Deutscher Botschafter in China

### Baden-Württemberg
1990–1998: Leiter, zusammen mit Berthold Leibinger, der Zukunftskommission 2000 und des Innovationsbeirats des Landes Baden-Württemberg

## Buchveröffentlichungen
- Die japanisch-amerikanische Herausforderung. Deutschlands Hochtechnologie-Industrien kämpfen ums Überleben. Verlag Bonn Aktuell, München u. a. 1990, ISBN 3-87959-390-6.
Das Buch plädierte für eine staatliche Förderung der informationstechnischen Industrie und der pharmazeutischen Biotechnologie und löste eine kontroverse Debatte aus.
- zusammen mit Peter Glotz und Rita Süssmuth: Die planlosen Eliten. Versäumen die Deutschen die Zukunft? Edition Ferenczy bei Bruckmann, München 1992, ISBN 3-7654-2701-2.
- Europa. Una Colonia Tecnologica? Edizioni di Comunità, Mailand 1995, ISBN 88-245-0489-2.
- Peter Frieß, Andreas Fickers (Hrsg.): Norbert Blüm und Konrad Seitz sprechen über den Industriestandort Deutschland und über individuelle Arbeitszeiten in der Zukunft (= TechnikDialog, Heft 5), Deutsches Museum, Bonn 1995, OCLC 312759899 (die ISBN 3-924183-94-5 wurde zweimal verwendet).
- Wettlauf ins 21. Jahrhundert. Die Zukunft Europas zwischen Amerika und Asien. Siedler, Berlin 1998, ISBN 3-88680-656-1.
- China im 21. Jahrhundert. Alfred Herrhausen Gesellschaft. Frankfurt 2000. ISBN 3-49204277-5
- China. Eine Weltmacht kehrt zurück. Siedler, Berlin 2000, ISBN 3-88680-646-4.
Bloomberg nahm das Buch in die Top-10-Liste der wichtigsten Wirtschaftsbücher des Jahres auf.
Übersetzung ins: Chinesische, Vietnamesische, Mongolische, Arabische, Polnische
- zusammen mit John Seyller: Mughal and Deccani Painting. Museum Rietberg, Zürich 2010, ISBN 3-907077-48-2

## Ehrungen
- 1990: Verdienstkreuz 1. Klasse der Bundesrepublik Deutschland
- 1995: Großkreuz des Verdienstordens der Italienischen Republik
- 1995: Verdienstmedaille des Landes Baden-Württemberg
- 1998: Großes Bundesverdienstkreuz